# Über das Böse
Über das Böse ist ein Buch von Hannah Arendt. Es enthält eine Vorlesung in vier Teilen, die sie 1965 an der New School for Social Research in New York City gehalten hat. Der Originaltitel lautet Some Questions of Moral Philosophy und erschien zuerst in dem Band Responsibility and Judgment, den ihr früherer wissenschaftlicher Assistent und Leiter des Hannah Arendt Centers New York Jerome Kohn 2003 aus dem von ihm verwalteten Nachlass Arendts herausgegeben hat. Die von Ursula Ludz besorgte deutsche Übersetzung Über das Böse. Eine Vorlesung zu Fragen der Ethik wurde 2006 mit einem Nachwort der Arendt-Forscherin Ludz und einem der Journalistin Franziska Augstein mit dem Titel Taten und Täter publiziert. Der Text von Hannah Arendt ist ein Roh-Text, das heißt, dass Arendt ihn vor einer Veröffentlichung bearbeitet hätte.

## Begriff des Bösen im Totalitarismus
Ursula Ludz merkt an, dass die heftigen Reaktionen auf Hannah Arendts Buch Eichmann in Jerusalem „sie zutiefst erschüttert und verunsichert“ hätten. „Die Vorlesung diente also auch der Selbstverständigung.“ (Seite 175) Arendt begründet hier unter anderem ihren Meinungswandel vom Begriff „radikal Böses“ aus ihrem Buch Elemente und Ursprünge totaler Herrschaft hin zum Begriff „Banalität des Bösen“ im Eichmannbuch. Sie schreibt Scholem 1963 in dem bekannten Brief: „Sie haben vollkommen recht, I changed my mind und spreche nicht mehr vom radikal Bösen. … Ich bin in der Tat heute der Meinung, daß das Böse immer nur extrem ist, aber niemals radikal, es hat keine Tiefe, auch keine Dämonie. …tief aber und radikal ist immer nur das Gute.“
Im Totalitarismusbuch schreibt Arendt noch dazu: „Aber in ihrem Bestreben, unter Beweis zu stellen, daß alles möglich ist, hat die totale Herrschaft, ohne es eigentlich zu wollen, entdeckt, daß es ein radikal Böses wirklich gibt und daß es in dem besteht, was Menschen weder bestrafen noch vergeben können.“ Aber sie sagt dort auch, „daß wir uns von dem radikal Bösen keinen Begriff machen können.“ (ebenda)

## Sprachloses Entsetzen
Im ersten Teil der Vorlesung ist das „radikal Böse“ das Thema. Den Begriff übernimmt die Autorin von Immanuel Kant. Sie schreibt: „Da Neigungen und die Versuchung in der menschlichen Natur, doch nicht in der menschlichen Vernunft, verwurzelt sind, nannte Kant die Tatsache, daß der Mensch, seinen Neigungen folgend, versucht ist, Böses zu tun, das ‚radikal Böse‘.“ (Seite 28) Arendt stimmt Kant zu, wenn er verneint, „daß ein Mensch das Böse um seiner selbst willen wollen könne.“ Am Ende der ersten Vorlesung umschreibt sie das Böse wie folgt: „Doch das wirklich Böse ist das, was bei uns sprachloses Entsetzen verursacht, wenn wir nichts anderes mehr sagen können als: Dies hätte nie geschehen dürfen.“ (Seite 45) Und das „größte begangene Böse ist das Böse, das von Niemandem getan wurde, das heißt, von menschlichen Wesen, die sich weigern, Personen zu sein.“ (Seite 101)

## KönnenundDürfen
In der Vorlesung hat Hannah Arendt alle „spezifisch religiösen moralischen Vorschriften und Glaubenssätze ausgelassen, nicht weil ich [Arendt] sie für unwichtig halte (genau das Gegenteil ist der Fall), sondern weil sie in dem Moment, in dem die Moral zusammenbrach, kaum noch eine Rolle spielten.“ (Seite 29) Nur ganz wenige widerstanden während der Naziherrschaft und diejenigen, die nicht mitmachten, beriefen sich nicht auf religiöse Gebote, „sondern erklärten einfach wie andere auch, daß sie die Verantwortung für solche Taten nicht übernehmen könnten.“ (Seite 30) In solchen Ausnahmezuständen sind die Menschen die zuverlässigsten, die von sich aus sagen: „Das kann ich nicht tun“ und nicht diejenigen, die sich auf eine Vorschrift berufen und sagen: „Das darf ich nicht tun.“ (vgl. Seite 52) In den weiteren Vorlesungsteilen untersucht sie historisch diesen Unterschied.
Für diese Menschen, die „nur“ sagen: „Das kann ich nicht tun“ ist der Maßstab das Selbst – sie sind keine Helden oder Heilige.  Aber politisch ist es deshalb unverantwortlich, weil ihr Maßstab nicht die Gemeinschaft oder die Welt ist und sie diese somit nicht verändern oder gar verbessern wollen.

## Moralische Norm und Idee
Arendt behauptet, dass Platon in der Ideenlehre die Gefolgschaft zu Sokrates aufgekündigt habe. Sokrates hatte noch folgenden moralischen Satz gesagt: „Es ist besser, Unrecht zu leiden als Unrecht zu tun“ (Seite 50). Diese „grundlegende Annahme aller Moralphilosophie“ hat dem „Sturm der Zeit nicht standgehalten.“ (Seite 48) Bei Sokrates gibt es noch keine Normen oder Vorschriften, wie „du sollst …“, „du darfst nicht …“. „Platons Lehre von den Ideen führte solche Normen und Maßstäbe in die Philosophie ein, und damit wurde das Problem, wie man Recht von Unrecht unterscheidet, auf die Frage verkürzt, ob ich im Besitz der Norm oder der ‚Idee‘ bin, die ich in jedem besonderen Fall anzuwenden habe, oder nicht.“ (Seite 65f)
Kants kategorischer Imperativ: „Handle stets so, daß die Maxime deines Willens jederzeit zugleich als Prinzip einer allgemeinen Gesetzgebung gelten könne“ hat, wie der sokratische Satz: „Es ist besser, Unrecht zu leiden als Unrecht zu tun“, stets das „Selbst und damit das Zwiegespräch des Menschen mit sich selbst zum Maßstab.“ (Seite 48) Wenn der Mensch gegen diese moralischen Sätze verstößt, so droht dem Gewissen bei Kant die „Selbst-Verachtung“ und bei Sokrates der „Selbst-Widerspruch“ (vgl. Seite 51).

## Vernunft und Begehren
Der Wille ist nach Arendt der „Schiedsrichter zwischen Vernunft und Begehren.“ (Seite 104) Die alten Griechen, Sokrates und Platon, kannten dieses Vermögen noch nicht. Paulus hat dieses Vermögen nach Arendt als erstes erkannt. Der Wille ist nach Arendt die erste Spaltung in mir und unterscheidet sich grundsätzlich vom Denken.  Der Wille führt kein Zwiegespräch, keinen Dialog in mir, sondern es ist ein „gnadenloser Kampf“ zwischen mir und mir selbst. Er kann zu dem Dilemma Ich-will-und-kann-nicht führen.
Nach Arendt geht Augustin über Paulus hinaus. Augustin sagt, „daß die Falle, in der der Wille gefangen ist, sich nicht aus der zweigeteilten Natur des Menschen, der fleischlich ist ebenso wie geistig ist, ergibt. Der Wille selbst ist ein geistiges Vermögen, und er besitzt, was den Körper angeht, absolute Macht“ (Seite 113). Aber der Wille besitzt keine absolute Macht über den Geist.
In den ersten drei Vorlesungsteilen geht es nach Arendt hauptsächlich darum, was uns daran hindert, Unrecht zu tun, also Böses zu vermeiden. Dies ist auf Vernunft gegründet. Die christliche Ethik fordert aber dazu auf, Gutes zu tun.
Im vierten Vorlesungsteil geht Arendt noch einmal auf Sokrates ein. Was den Menschen hier davon abhält, Unrechtes zu tun, sei die Widerspruchsfreiheit in mir selbst. Bei Jesus von Nazaret ist es nicht mehr das Selbst das uns hindert Böses zu tun, sondern „der Täter ist jemand, der die Weltordnung als solche verletzt.“ (Seite 121) Es wäre für den Täter besser, nicht geboren zu werden. Arendt zitiert folgende Bibelstelle: „es wäre besser für ihn, „daß ein Mühlstein an seinen Hals gehängt und er ersäuft würde im Meer“.“(Mt 18,6 ) (Seite 121) Diese Vorstellung, „er hätte nicht geboren werden dürfen -, ist wirklich eine Vorstellung, die alle Philosophen verabscheuen.“ (Seite 123)

## Paradoxon des Willens
Im Weiteren kommt Arendt nochmals zum Willen zurück, weil sie bis jetzt eine „halb-wahre Behauptung aufgestellt“  habe. Das Paradoxon beim Willen sei, dass der Wille auf der menschlichen Freiheit beruht, aber dass die Menschen „selbst dann nicht frei sein können, wenn sie weder von Naturkräften noch vom Schicksal oder ihren Mitmenschen gezwungen werden.“ (Seite 125) Dies Paradoxon lässt sich nach Arendt nicht auflösen. „Und das Beste, was wir darüber sagen können, ist das was Nietzsche behauptet: Es gibt zwei Hypothesen, die Hypothese der Wissenschaft, dass es keinen Willen gibt, und die des allgemeinen Menschenverstandes, daß der Wille frei ist.“ (Seite 126)
Hinter dem Willen als Schiedsrichter gibt es noch etwas, denn der Wille richtet ja nicht willkürlich. Dies ist das Streben der Menschen nach „Glückseligkeit“. „Wenn wir zu unserem alten Sokratischen Kriterium zurückgehen, wo Glückseligkeit bedeuten würde, mit sich selbst im reinen zu sein, könnte man sagen, daß böse Leute die Fähigkeit verloren haben, auch nur die Frage [nach der Glückseligkeit] zu stellen und zu beantworten, insofern als sie, die mit sich uneins sind, die Fähigkeit verloren haben, im Zwiegespräch des Denkens Zwei-in-Einem zu werden.“ (Seite 127f)
Der Wille in seiner Schiedsrichterfunktion ist nach Arendt dasselbe wie das Urteilen. Das Urteilen nennt Arendt selbst eines „der geheimnisvollsten Vermögen des menschlichen Geistes.“ (Seite 129) Der Wille, der eigentlich frei ist, macht aber aus mir selbst einen Sklaven.
Der Wille hat nach Arendt zwei Funktionen: eine kommandierende Funktion und einen Schiedsrichterfunktion, „wobei angenommen wird, daß er Recht von Unrecht unterscheiden kann.“ (Seite 135) Diese Schiedsrichterfunktion analysiert Arendt weiter. Nach Kants Kritik der Urteilskraft entscheidet der Geschmack über schön, hässlich usw. Aber wie weiß ich bzw. wie urteile ich, ob eine Tulpe schön oder hässlich ist?
Diejenigen, deren Urteilskraft mangelhaft  ist, haben – nach Kant – keinen Gemeinsinn. Der Gemeinsinn zeige sich in uns, wenn wir ein Allgemeines – Tulpen sind schön – auf ein Besonderes anwenden können. Dies überträgt Arendt nun auf das Gebiet der Moral. 

## Gemeinsinn als Einbildungskraft
Den Begriff des Gemeinsinns versucht Kant mit der Einbildungskraft zu erklären: Die Einbildungskraft bezeichnet meine Fähigkeit mir etwas vorzustellen, was nicht da ist. Ich kann mir eine besondere Brücke vorstellen. Dabei habe ich immer zwei Einbildungen in meinem Kopf. Erstens die besondere Brücke und zweitens ein schematisches Bild, mit der ich alle Brücken als Brücken identifizieren kann. „Der Gemeinsinn kann, aufgrund seiner Einbildungskraft, in sich alle diejenigen anwesend haben, die in Wirklichkeit abwesend sind“. (Seite 141) Meine Urteilskraft erlangt damit zwar keine universelle Gültigkeit, aber „eine gewisse allgemeine.“ Wenn ich so als Weltbürger denke, ist es die „erweiterte Denkungsart“ Kants. „Der entscheidende Punkt ist, daß mein Urteil in einem bestimmten Fall nicht nur von meiner Wahrnehmung abhängt, sondern davon, daß ich mir etwas repräsentiere [vergegenwärtige], was ich nicht wahrnehme.“ (Seite 141f)
Das repräsentative Denken Arendts beruht also auf dem Gemeinsinn und der Einbildungskraft Kants. Beim Denken repräsentiere ich in mir die Standpunkte vieler Menschen und mein Urteil wird umso repräsentativer sein, „je mehr Standpunkte anderer Leute ich mir in meinem Denken vergegenwärtige und also bei meinem Urteil berücksichtigt werden kann.“ (Seite 143) Wir denken also in Beispielen, nehmen uns Menschen als Beispiel.

## Cicero und Meister Eckhart
In der Vorlesung hat Arendt zwei Beispiele angeführt. Das erste Beispiel ist Cicero. Cicero sagt, dass er „eher mit Plato auf Abwege geraten wolle, als mit diesen Leuten [Pythagoräer] wahre Auffassungen vertreten.“ Meister Eckhart soll folgendes gesagt haben: „ich wäre lieber in der Hölle mit Gott als ohne ihn im Himmel.“ (Seite 100) Beide haben für sich subjektiv entschieden, mit wem sie zusammen sein wollen. „Ich [Arendt] habe versucht zu zeigen, daß unsere Entscheidungen über Recht und Unrecht von der Wahl unserer Gesellschaft, von der Wahl derjenigen, mit denen wir unser Leben zu verbringen wünschen, abhängen werden.“ (Seite 149) Diese Beispiele wählen wir uns selbst aus.
Die Gefahr, die darin liegt, ist einerseits, dass den Menschen es egal ist, mit wem sie leben wollen, wer ihre Beispiele sind. „Diese Indifferenz, stellt moralisch und politisch gesprochen, die größte Gefahr dar, auch wenn sie weit verbreitet ist.“ (Seite 150) Andererseits gibt es die Gefahr, „das Urteilen überhaupt zu verweigern. Aus dem Unwillen oder der Unfähigkeit, seine Beispiele und seinen Umgang zu wählen, und dem Unwillen oder der Unfähigkeit, durch Urteil zu Anderen in Beziehung zu treten, entstehen die wirklichen „skandala“, die wirklichen Stolpersteine, welche menschliche Macht nicht beseitigen kann, weil sie nicht von menschlichen oder menschlich verständlichen Motiven verursacht wurden. Darin liegt der Horror des Bösen und zugleich seine Banalität.“ (Seite 150)

## Kritik
Die Vorlesung von Hannah Arendt ist nicht stringent und weist Lücken auf. Diese Probleme hat Arendt in Vom Leben des Geistes. Band 1: Das Denken; Band 2: Das Wollen; Band 3: Das Urteilen versucht zu beheben. Trotzdem ist dieses Buch wichtig, um Arendts Denken zu verstehen.
Aufgrund der Tatsache, dass Hannah Arendt die Sassen-Protokolle nicht vorlagen, merkt Augstein an, sie hätte „das Wesen des Nationalsozialismus vielleicht anders beschrieben“ (Seite 185), wenn sie die Protokolle gekannt hätte. Weiter kritisiert Augstein in ihrem Nachwort, Arendt sei entgangen, dass „Eichmann und andere NS-Täter sich von moralischen Selbstbetrachtung durchaus nicht verabschiedet hatten und sich vor Gericht bloß konsequent zu gehorsamen Befehlsempfängern stilisierten, um mit milderen Urteil davonzukommen.“ (Seite 186) Allerdings bemerkte auch Arendt: „Es war natürlich voraussagbar, daß die Verteidigung in dem Sinne argumentieren würde, Eichmann sei bloß ein kleines Rädchen gewesen, – daß der Angeklagte so dachte, war wahrscheinlich, und in gewissen Maße tat er das dann auch …“.

### Werke von Hannah Arendt
- Hannah Arendt: Über das Böse. Eine Vorlesung zu Fragen der Ethik. Piper, München 2006, ISBN 3-492-04694-0 (englisch: Responsibility and Judgment. Übersetzt von Ursula Ludz, TB: ebd. 2007, ISBN 3492250637).
- Hannah Arendt: Über das Böse. Volltextlesung der Vorlesung »Some Questions about Moral Philosophy« auf vier Audio-CDs. Gelesen von Axel Grube. onomato Verlag, Düsseldorf. ISBN 978-3-939511-51-9.
- Hannah Arendt: Nach Auschwitz. Essays und Kommentare. Bittermann, 1989, ISBN 3-923118-81-3.
- Hannah Arendt: Elemente und Ursprünge totaler Herrschaft. 9. Auflage. München 2003, ISBN 3-492-21032-5 (englisch: The Origins of Totalitarianism (New York 1951). deutsch: Frankfurt 1955).
- Hannah Arendt: Eichmann in Jerusalem: Ein Bericht von der Banalität des Bösen (1964). 14. Auflage. Piper, München 1986, ISBN 3-492-20308-6 (englisch: Eichmann in Jerusalem: A Report on the Banality of Evil (New York 1963).).

### Sekundärliteratur
- Ingeborg Nordmann: «Some Questions oft Moral Philosophy»/Über das Böse. In: Wolfgang Heuer, Bernd Heiter, Stefanie Rosenmüller (Hrsg.): Arendt-Handbuch. Leben, Werk, Wirkung. J.B. Metzler, Stuttgart Weimar 2011, ISBN 978-3-476-02255-4, S. 99–102.
- Susan Neiman: Das Böse denken: Eine andere Geschichte der Philosophie. 2004, ISBN 3-518-45753-5 (englisch: Evil in modern thought. An Alternative History of Philosophy (2002).).
- Morden für das Vaterland. In: Der Spiegel. Nr. 11, 2008 (online).